# Urson amerykański
Urson amerykański (Erethizon dorsatum) – gatunek gryzonia z rodziny ursonowatych, jedyny przedstawiciel rodzaju Erethizon.
Występowanie: Ameryka Północna.
Rozmiary: urson może mieć 64-103 cm długości ciała i 14-30cm długości ogona. Masa 3,5-7 kg, niekiedy do 14 kg.
Długość życia: około 10 lat.
Rozmnażanie

Ruja trwa od września lub końca października do grudnia.
Ciąża trwa 210-217 dni. Zazwyczaj rodzi się 1 młode.
Odżywianie: łyko i pączki, igły drzew szpilkowych. Prowadzi nocny tryb życia.
Wrogowie: ryś, kojot, puma, lis, kuna rybożerna, niedźwiedź, wilk, puchacz wirginijski.
Instynkt społeczny

Jest samotnikiem, ale w kryjówce może być kilka ursonów.
Inne

Nie zapada w sen zimowy. Urson wspina się po drzewach i pływa.

## Podgatunki
Wyróżnia się siedem podgatunków ursona amerykańskiego:
- E. dorsatum bruneri Swenk, 1916
- E. dorsatum couesi Mearns, 1897
- E. dorsatum dorsatum (Linnaeus, 1758)
- E. dorsatum epixanthus Brandt, 1835
- E. dorsatum myops Merriam, 1900
- E. dorsatum nigrescens Allen, 1903
- E. dorsatum picinum Bangs, 1900